# Mãe-de-taoca-de-garganta-vermelha
Formigueiro-de-garganta-ruiva ou mãe-de-taoca-de-garganta-vermelha (Gymnopithys rufigula) é uma espécie de ave da família Thamnophilidae.
Pode ser encontrada nos seguintes países: Brasil, Guiana Francesa, Guiana, Suriname e Venezuela.
Os seus habitats naturais são florestas subtropicais ou tropicais húmidas de baixa altitude.